# Serena
Serena är en amerikansk-fransk dramafilm från 2014, baserad på en roman med samma namn av den amerikanska författaren Ron Rash från 2008. Filmen regisserades av Susanne Bier och filmens skådespelare är bland andra Jennifer Lawrence och Bradley Cooper, som spelar ett nygift par som driver ett timmerföretag i North Carolina på 1930-talet.

## Rollista (i urval)
- Bradley Cooper – George Pemberton
- Jennifer Lawrence – Serena Pemberton
- Rhys Ifans – Galloway
- Sean Harris – Campbell
- Toby Jones – sheriff McDowell
- Sam Reid – Joe Vaughn
- David Dencik – Mr. Buchanan
- Conleth Hill – Dr. Chaney
- Blake Ritson – Lowenstein
- Ned Dennehy – Ledbetter
- Charity Wakefield – Agatha
- Kim Bodnia – Abe Hermann
- Bodil Jørgensen – Mrs. Sloan
- Ana Ularu – Rachel Hermann